# Gyalrong (peuple)

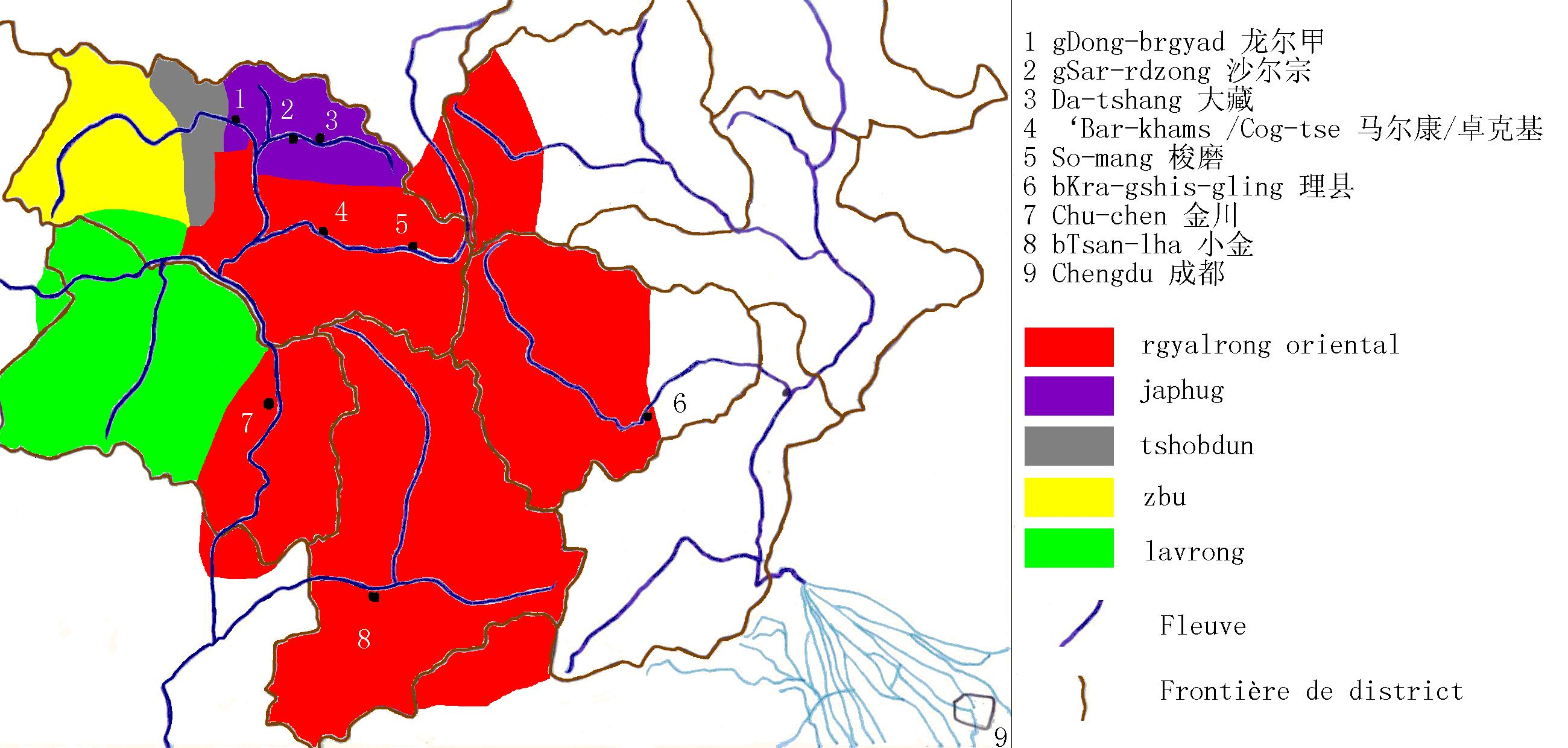
Carte de répartition des groupes gyalrong en fonction de leurs langues.

Les Gyalrong (du tibétain : རྒྱལ་རོང, Wylie : rgyal rong, THL : gyalrong ; chinois : 嘉绒人 ; pinyin : jiāróng rén) sont un peuple du sud de la Chine, vivant aux frontières de l'Himalaya et parlant les langues gyalrong, du groupe qiangique de la famille des langues sino-tibétaines.
Ce groupe était autrefois classé comme un groupe ethnique distinct en Chine, mais en 1954, elles ont été classées officiellement dans le groupe tibétain.
L'actuel xian de Barkam, dans la province du Sichuan parle le gyalrong de l'est, dont le nom en chinois de situ (四土), fait référence aux quatre tusi qui y sont situés.